# 1979 aux États-Unis
Pour des articles plus généraux, voir Chronologie des États-Unis et 1979.
Chronologie des États-Unis
- 1975
- 1976
- 1977
- 1978
- 1979
- 1980
- 1981
- 1982
- 1983

Cette page concerne des événements d'actualité qui se sont produits durant l'année 1979 du calendrier grégorien aux États-Unis.

## Gouvernement
- Président :
- Vice-président :
- Secrétaire d'État :
- Chambre des représentants - Président

## Événements
- 1er janvier : relations diplomatiques avec la République populaire de Chine.
- 13 - 14 janvier : blizzard à Chicago.
- Janvier : présentation d'une résolution budgétaire au Congrès.
  - L'administration présente un budget peu expansionniste avec un déficit stabilisé à 29 milliards de dollars.
  - Création d'une surtaxe de 6 milliards de dollars sur les bénéfices des compagnies pétrolières.
  - Hausse de 4 milliards de dollars des dépenses militaires.
- 28 mars : fuite radioactive à la centrale nucléaire de Three Mile Island (Pennsylvanie), le plus grave accident nucléaire aux États-Unis[1].
- Avril : deuxième choc pétrolier. Crise économique mondiale (1979-1983). Hausse brutale de l'inflation.
- 10 avril : Taiwan Relations Act, loi fournissant une aide financière et militaire constante à Taiwan. L'indépendance de l'île reste protégée par l'armée américaine face à la Chine.
- 20 avril : incident du lapin.
- 25 mai : le vol 191 d'American Airlines s'écrase à Chicago. 271 morts.
- 3 juillet : Le président Jimmy Carter approuve le Programme afghan, opération secrète de la CIA pour soutenir les moudjahidines islamistes contre le gouvernement communiste afghan (soutenu par les militaires de l'URSS). Le programme durera près de 13 ans et 13 milliards de dollars seront affectés au projet. SI l'opération fut un succès tactique pour les États-Unis (retrait des troupes soviétiques en 1989) elle contribua à long terme à la création et au développement de nombreuses organisations islamistes comme les talibans ou Al-Qaida, qui deviendront de redoutables ennemis des États-Unis et de l'occident en général.
- 15 juillet : Jimmy Carter dénonce le « malaise » dans lequel le pays s’enfonce. Le monétariste Paul Volcker, nommé président du Système de réserve fédéral, fait subir au pays une cure draconienne à partir d’octobre (limitation à 10 % de la masse monétaire, hausse à 12 % des taux d’intérêts à court terme).
- 26 juillet : Trade Agreements Act. Accord commerciaux avec l'Amérique latine, l'Asie du Sud-est et l'Océanie.
- 6 août : nomination de l'économiste Paul Volcker à la tête de la Réserve fédérale des États-Unis. Il initie immédiatement une sévère politique monétaire en portant le taux directeur de la Fed à 12 % afin de lutter contre l'inflation.

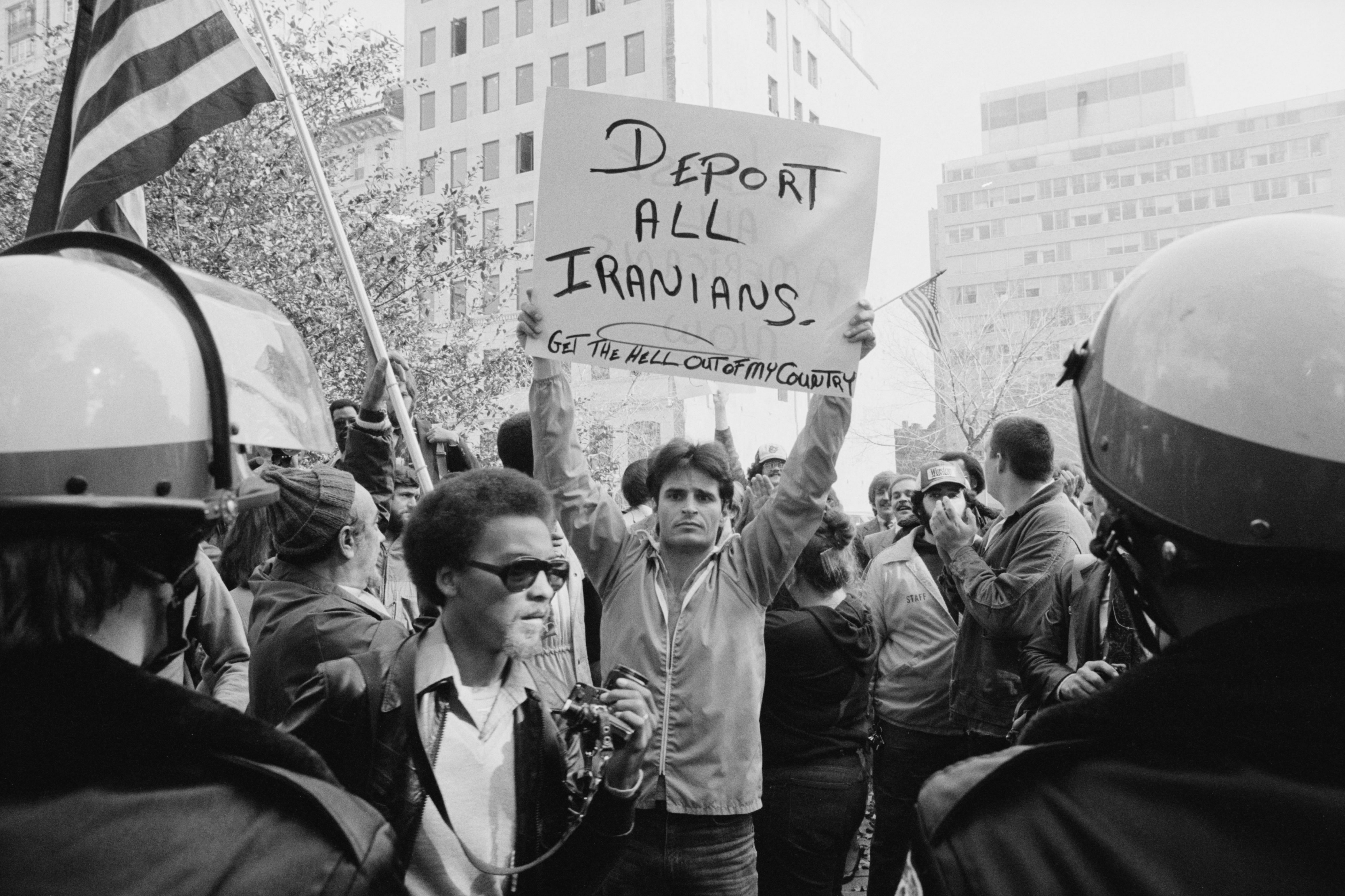
9 novembre : manifestation à Washington DC contre la prise d'otages de Téhéran

- 22 octobre : le shah d'Iran se réfugie aux États-Unis.
- 4 novembre : Le shah d'Iran Mohammad Reza Pahlavi est réclamé par le gouvernement iranien provisoire et l'ayatollah Khomeini. Il doit être jugé pour les massacres perpétrés sous son règne. Devant le refus de Carter de livrer le shah, près de 400 étudiants envahissent l'ambassade américaine de Téhéran malgré la garde des marines présente sur place (affaire des otages de Téhéran). Cinquante-deux employés sont faits prisonniers. Six autres parviennent à s'enfuir grâce à une opération montée par la CIA : Argo. Les autres seront libérés après 444 jours de détention, dans le cadre d'un accord d'armement entre Khomeini et le président Reagan, nouvellement élu.
- 15 novembre : 
  - promulgation du projet de loi budgétaire par le président Carter.
  - le vol 444 d'American Airlines fait l'objet d'une tentative d'attentat de la part de Ted Kaczynski. 12 blessés légers.
- 30 décembre : Lancement de l’opération Argo, visant à exfiltrer 6 diplomates américains d'Iran, alors en pleine révolution islamiste. 
  - le déficit prévu est ramené à 23 milliards de dollars, le président est habilité par le Congrès à rationner l'essence et à prendre d'autres mesures d'urgence si la situation l'impose.
- Création de la « Majorité morale » par les dirigeants de la droite religieuse et populiste et ceux de la "Nouvelle Droite".

## Économie et société
- 69 centrales nucléaires civiles sont en fonction aux États-Unis.
- Les États-Unis importent 50 % du pétrole qu’ils consomment.
- 12,8 % d’inflation.
- 5,9 % de chômeurs
- 3,1 % de déficit public